# Єча-Міке
Єча-Міке (рум. Iecea Mică) — село у повіті Тіміш в Румунії. Входить до складу комуни Керпініш.
Село розташоване на відстані 433 км на північний захід від Бухареста, 24 км на захід від Тімішоари.

## Населення
За даними перепису населення 2002 року у селі проживали 1154 особи.
Національний склад населення села:
| Національність | Кількість осіб | Відсоток |
| -------------- | -------------- | -------- |
| румуни         | 1055           | 91,4%    |
| цигани         | 49             | 4,2%     |
| угорці         | 38             | 3,3%     |
| німці          | 7              | 0,6%     |
| українці       | 5              | 0,4%     |

Рідною мовою назвали:
| Мова      | Кількість осіб | Відсоток |
| --------- | -------------- | -------- |
| румунська | 1103           | 95,6%    |
| угорська  | 23             | 2,0%     |
| циганська | 19             | 1,6%     |
| німецька  | 5              | 0,4%     |